# I-51 (sous-marin)
Le I-51 (イ-51) est un sous-marin japonais, navire de tête de la classe Kaidai (伊号第五三潜水艦, I-gō Dai-Hyaku-gojūsan sensuikan, classe I-51) de la sous-classe Kaidai I (Type Kaidai I (海大1型（伊五十一型）, Kaidai-ichi-gata) construit pour la marine impériale japonaise. 
Il a servi au début de la Seconde Guerre mondiale.

## Contexte
Après la Première Guerre mondiale, l'état-major de la marine impériale japonaise a commencé à reconsidérer la guerre sous-marine comme un élément de la stratégie de la flotte. Avant la guerre, la marine japonaise considérait les sous-marins comme utiles uniquement pour la défense des points côtiers à courte portée. Cependant, en se basant sur le succès de la marine impériale allemande dans le déploiement de croiseurs-sous-marins à longue portée pour les raids commerciaux, les stratèges japonais ont réalisé les possibilités d'utilisation de l'arme pour la reconnaissance à longue portée, et dans une guerre d'usure contre une flotte ennemie s'approchant du Japon. L'acquisition d'un grand sous-marin japonais à longue portée a été autorisée au cours de l'exercice 1918 dans le cadre du programme de flotte Eight-six, sous la désignation S22.

## Description
Le projet S22 était basé sur la dernière conception de la Royal Navy, le sous-marin britannique de classe K. Les liens entre le Japon et la Grande-Bretagne via l'alliance anglo-japonaise étaient encore très forts. Le projet S22 a été déposé à l'arsenal naval de Kure le 6 avril 1921, lancé le 29 novembre 1921 et achevé le 20 juin 1924.
Pendant sa construction, le navire a été rebaptisé Sous-marin n°44 (第四四号潜水艦, Dai-Yonjūyon-go sensuikan), mais lors de sa mise en service dans la marine impériale japonaise, son nom a été officiellement enregistré sous le numéro I-51.
Avec un déplacement de 1390 tonnes, le I-51 était le plus grand sous-marin construit au Japon à ce jour. Pour atteindre une vitesse nominale de 23 nœuds en surface et de 15 nœuds en immersion, il fallait quatre moteurs diesel, entraînant quatre hélices. Pour accueillir ces moteurs, on a utilisé une conception à double coque, les coques étant jointes côte à côte pour former un "8" latéral.
Une fois terminé, le I-51 n'a atteint que 18,4 noeuds en surface et 8,4 noeuds en immersion lors des essais, mais il avait une autonomie de 20 000 milles nautiques sans ravitaillement, ce qui était considéré comme remarquable pour l'époque.

## Histoire de service
Le I-51, malgré ses diverses réalisations techniques, n'est pas considéré comme une conception réussie, en grande partie à cause de problèmes avec ses moteurs diesel Sulzer. Le sous-marin n'a jamais été affecté au service de la flotte, mais a été retenu à l'arsenal naval de Kure pour la formation des équipages et comme banc d'essai pour diverses technologies sous-marines.
En 1931, le I-51 a été équipé d'un hangar à avions abritant un hydravion à flotteurs Yokosuka Ro-go Ko-gata, qui pouvait être soulevé et abaissé dans l'eau par une grue. En 1933, ce hangar a été modifié par l'ajout d'une catapulte d'avion, faisant du I-51 le précurseur des porte-avions sous-marins japonais de la Seconde Guerre mondiale.
En 1932, deux de ses moteurs et les arbres associés ont été retirés, ainsi que son canon principal.
Le I-51 a été retiré de la liste de la marine le 1er avril 1940 et a été mis au rebut en 1941.